# 스티나 에크블라드
스티나 에크블라드(Stina Ekblad, 1954년 2월 26일 ~ )는 핀란드의 배우이다. 제22회 굴드바게상 여우주연상 수상자이다.

## 출연 작품
- 하루 반의 시간 (2023) - 완자 역
- 맨 디바이디드 (2017)
- 어보브 올 스피시즈 (2015)
- 다시, 뜨겁게 사랑하라! (2012)
- 외도의 합리적해결 (2009)
- 저스트 라이크 홈 (2007)
- 포인트 브랭크 (2003)
- 다섯 개의 장애물 (2003)
- 하얀 비행 (2001)
- 트로로사 (2000)
- 크레도 (1997)
- 라이크 잇 네버 워스 비포 (1995)
- 고모론 (1992)
- 프로이트의 리빙 홈 (1991)
- 화니와 알렉산더 (1982)